# Ancien hôpital général de Dijon
L'Hôpital général, Hôpital du Saint-Esprit ou Hôpital Notre-Dame de la Charité de Dijon est un ancien hôpital et le site historique de l'actuel CHU de Dijon. 
Fondé au XIIIe siècle par le duc Eudes III de Bourgogne, il est doté en partie d'une toiture en tuile vernissée de Bourgogne. Les divers bâtiments de ce plus vieil hôpital de Dijon ont été inscrits ou classés au titre des monuments historiques au cours du XXe siècle. Désaffecté en 2015, le site a fait l'objet d'un projet de reconversion pour devenir la cité internationale de la gastronomie et du vin.

## Historique
En 1204, le duc Eudes III de Bourgogne fonde les Hospices de Dijon dans le faubourg de l’Ouche, au sud de Dijon, sur une île de l’Ouche (avant que les bras de la rivière ne soient comblés), afin d’éviter la contagion des maladies, pour recueillir les enfants abandonnés, les pèlerins, les passants et soigner les indigents et les malades. Il en confie l’administration aux hospitaliers du Saint-Esprit fondé vers 1180 par Guy de Montpellier pour aider « tous les déshérités de la vie ».
Au XVIe siècle le maire de Dijon et des échevins remplacent les religieux à la direction de l'institution qui devient hôpital Notre-Dame de la Charité et annexe l’Hospice Sainte-Anne fondé en 1640 (monastère des Bernardines de Dijon et église Sainte-Anne de Dijon contiguë). 
Au XVIIe siècle l’hôpital bénéficie des mesures prises par le roi Louis XIV pour la création d’hôpitaux généraux. L’hôpital Notre-Dame de la Charité obtient ce titre d’hôpital général en 1669. Les réaménagements successif déménagent le cimetière du site de l'hôpital vers l'actuel pont des Tanneries (jusqu'en 1841) et font disparaitre l'ensemble médiéval, dont il ne subsiste plus que la Chapelle Sainte-Croix de Jérusalem, aujourd'hui intégré dans l'ensemble architectural moderne. 
Au cours du XIXe siècle l’hôpital se modernise et les personnes âgées déménagent pour être installés en 1911 à l'hospice de Champmaillot. Le 18 décembre 1954 le Chanoine Kir (maire de Dijon de 1945 à 1968) pose la première pierre du nouvel hôpital du bocage dans le quartier de l'université de Dijon, où sont transférés de nombreux services. Au fur et à mesure de l'agrandissement de ce nouveau site, le nombre de services présents à l'hôpital général diminue.   
Avec l'avènement du nouveau bocage central, le transfert des derniers services, des urgences et de l'hélicoptère du SAMU a lieu en 2015. L'hôpital général ferme et le CHU de Dijon abandonne ce site au profit de la Cité internationale de la gastronomie et du vin, qui ouvre ses portes en 2022.  

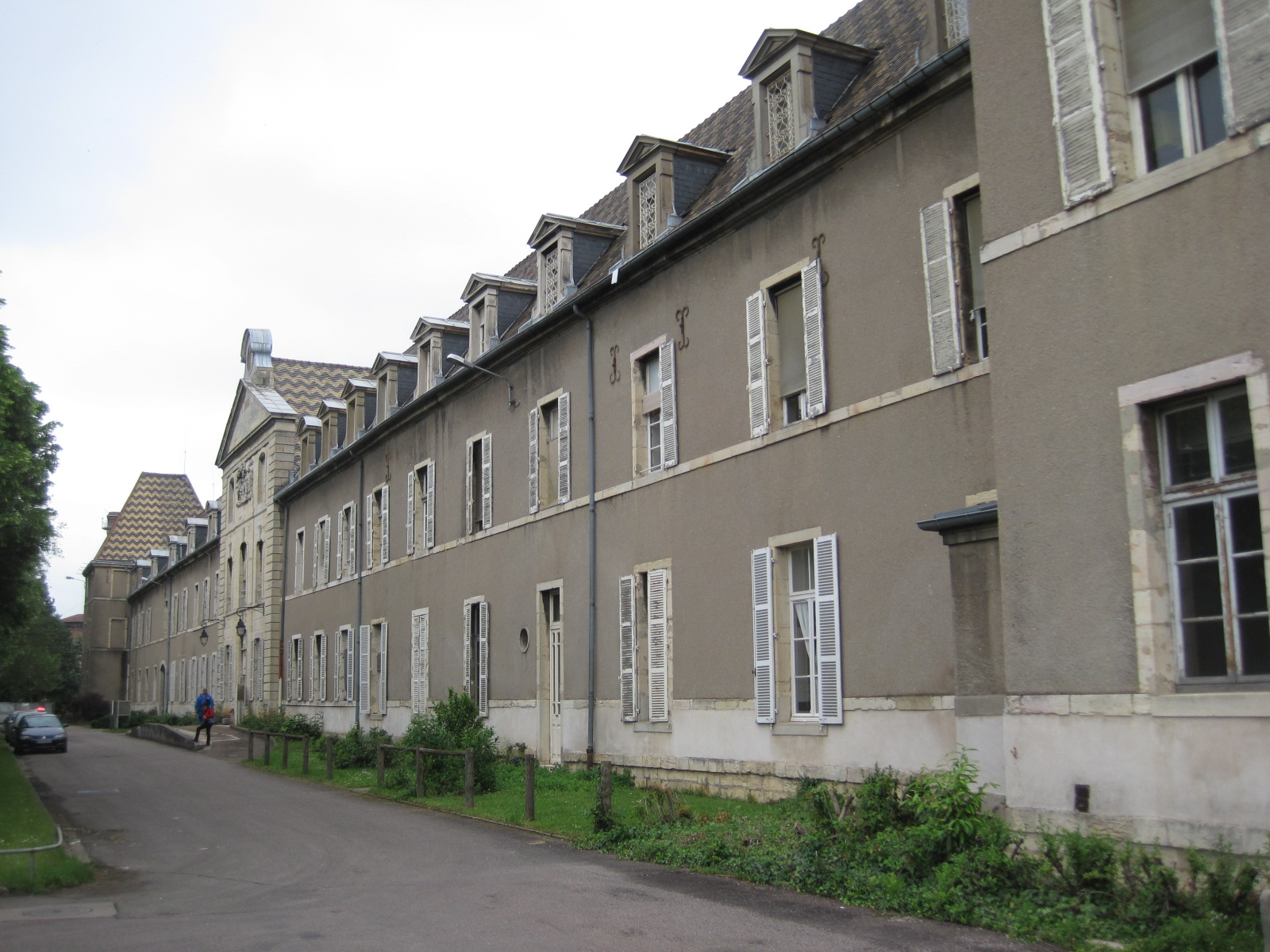
Façade principale.
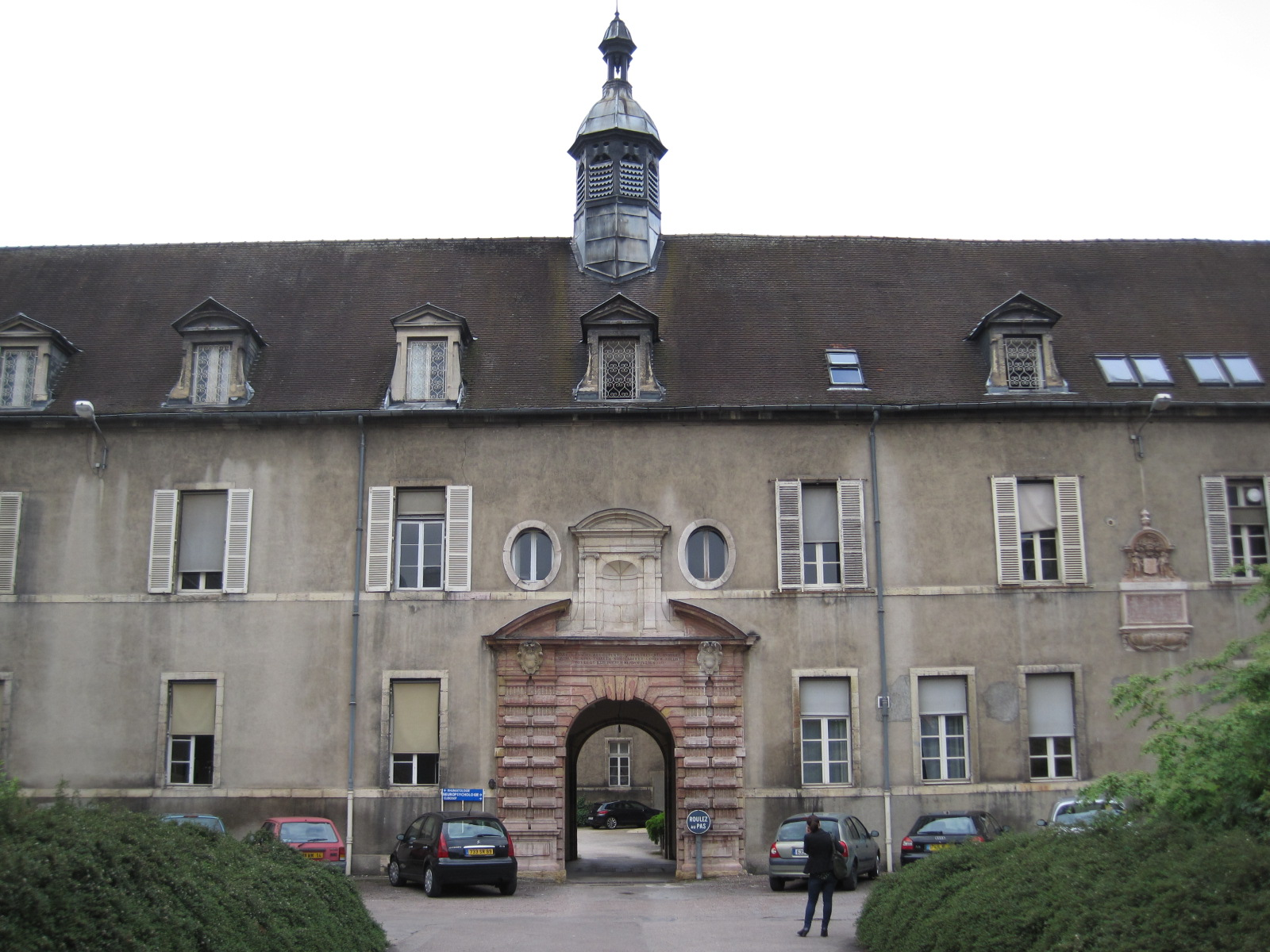
Bâtiment et porte d'une cour intérieure.

## Description

### Chapelle Sainte-Croix de Jérusalem
La chapelle Sainte-Croix-de-Jérusalem est édifiée en 1459, au frais de frère Simon Albosset, religieux du Saint-Esprit, sacristain puis commandeur de l'hôpital du Saint-Esprit. A vocation funéraire, pour exposer les défunts avant leur inhumation ou célébrer leur mémoire, elle est alors située dans le cimetière de l'hôpital, dans son enceinte. Celui-ci est déplacé au XVIIe siècle pour permettre l'extension de l'hôpital, mais la chapelle subsiste pour être intégrée dans les bâtiments construits lors de cette extension. 

#### Description

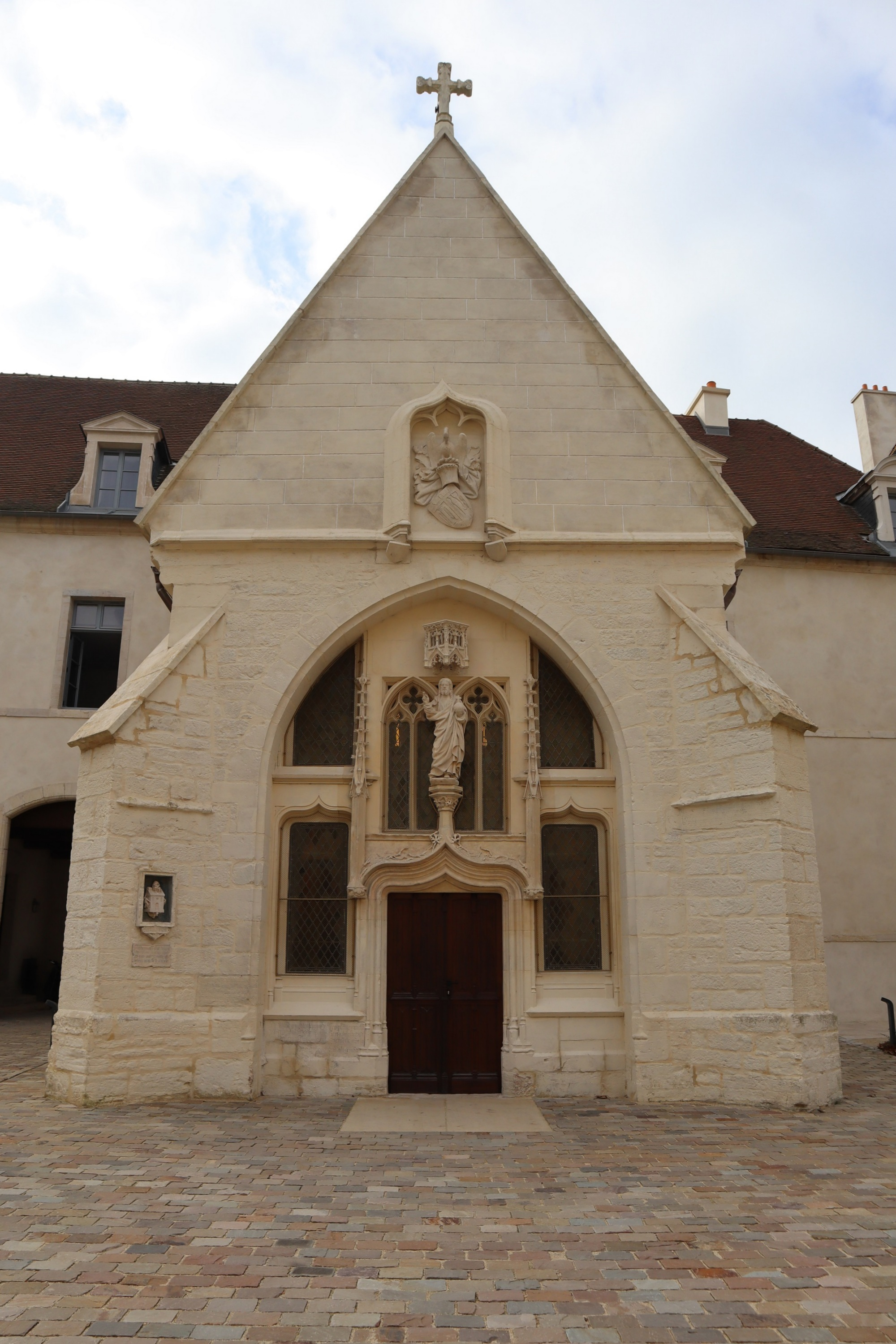

Sa façade est ornée d'un haut-relief du XVIe siècle intitulé Notre Dame de Lorette, représentant la maison de la Vierge portée par les anges sur le côté gauche de la porte, d'un Christ bénissant du XVe siècle en haut de la porte lui même surplombé d'un ensemble nommé "Le pélican et les instruments de la Passion"(à l'époque médiévale, le pélican est fréquemment rattaché à la figure du Christ).  

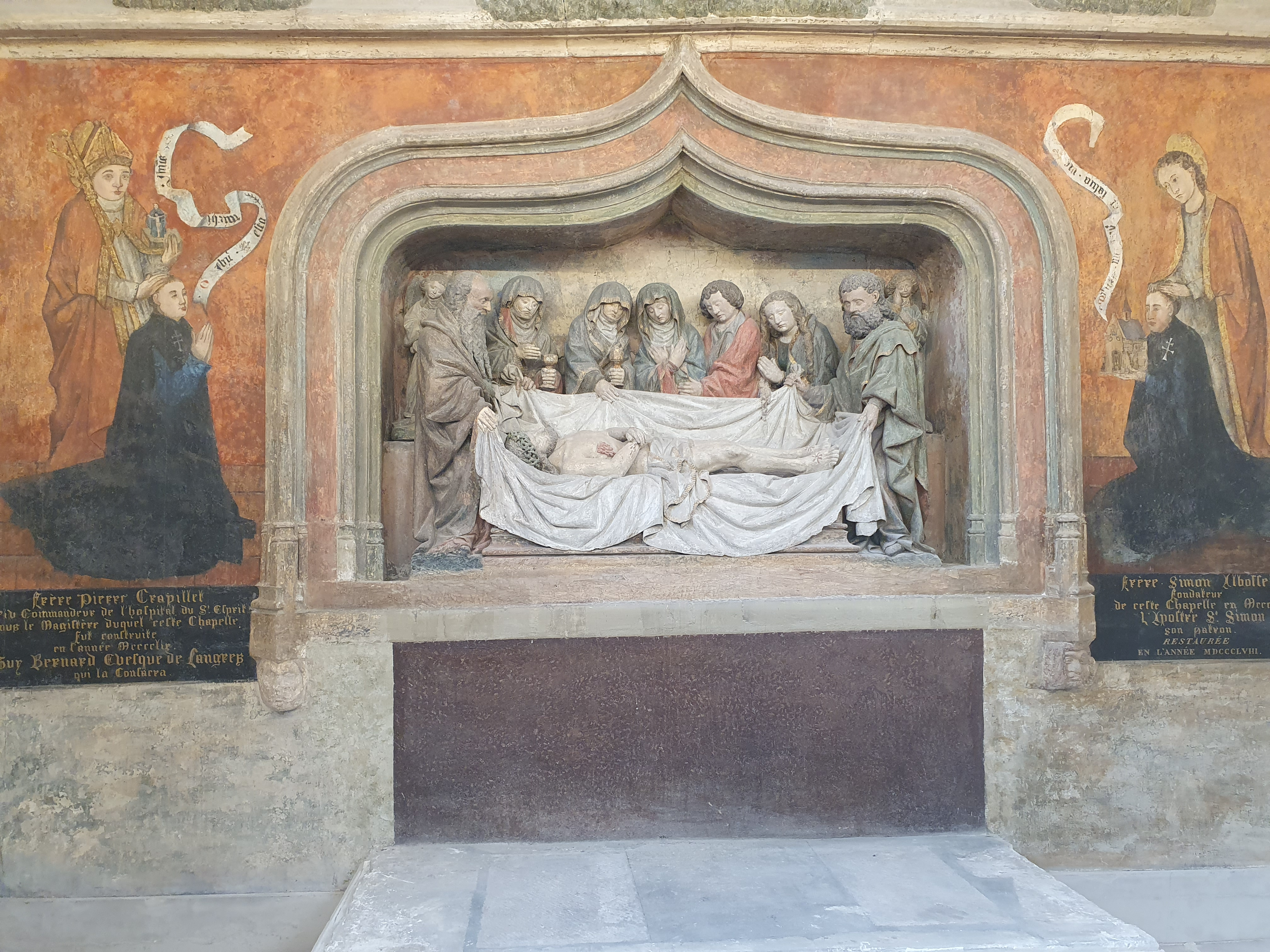
Mise au tombeau entourée de peintures murales célébrant les fondateurs de la chapelle.

À L'intérieur, la chapelle abrite en dessous d'une grande trinité une mise au tombeau entourée de deux peintures murales représentant à gauche frère Pierre Crapillet, "commandeur de l'hospital du St Esprit sous le magistère duquel cette chapelle fût construite" agenouillé devant Guy Bernard,"évêque de Langres qui la consacra"; à droite Simon Albosset, le fondateur de la chapelle qu'il tient dans ses mains devant Saint Simon, "son patron". La pierre tombale de Simon Albosset, sous laquelle il repose est située en dessous du groupe de la mise au tombeau. 
Le côté gauche de la chapelle est orné de trois hauts reliefs remarquables en calcaire polychrome retraçant des scènes de la vie du Christ, probablement issus d'un retable de l'hôpital, ainsi que du cénotaphe de Jean Jacotot, conseiller au Parlement de Bourgogne et victime de la peste en 1638. 

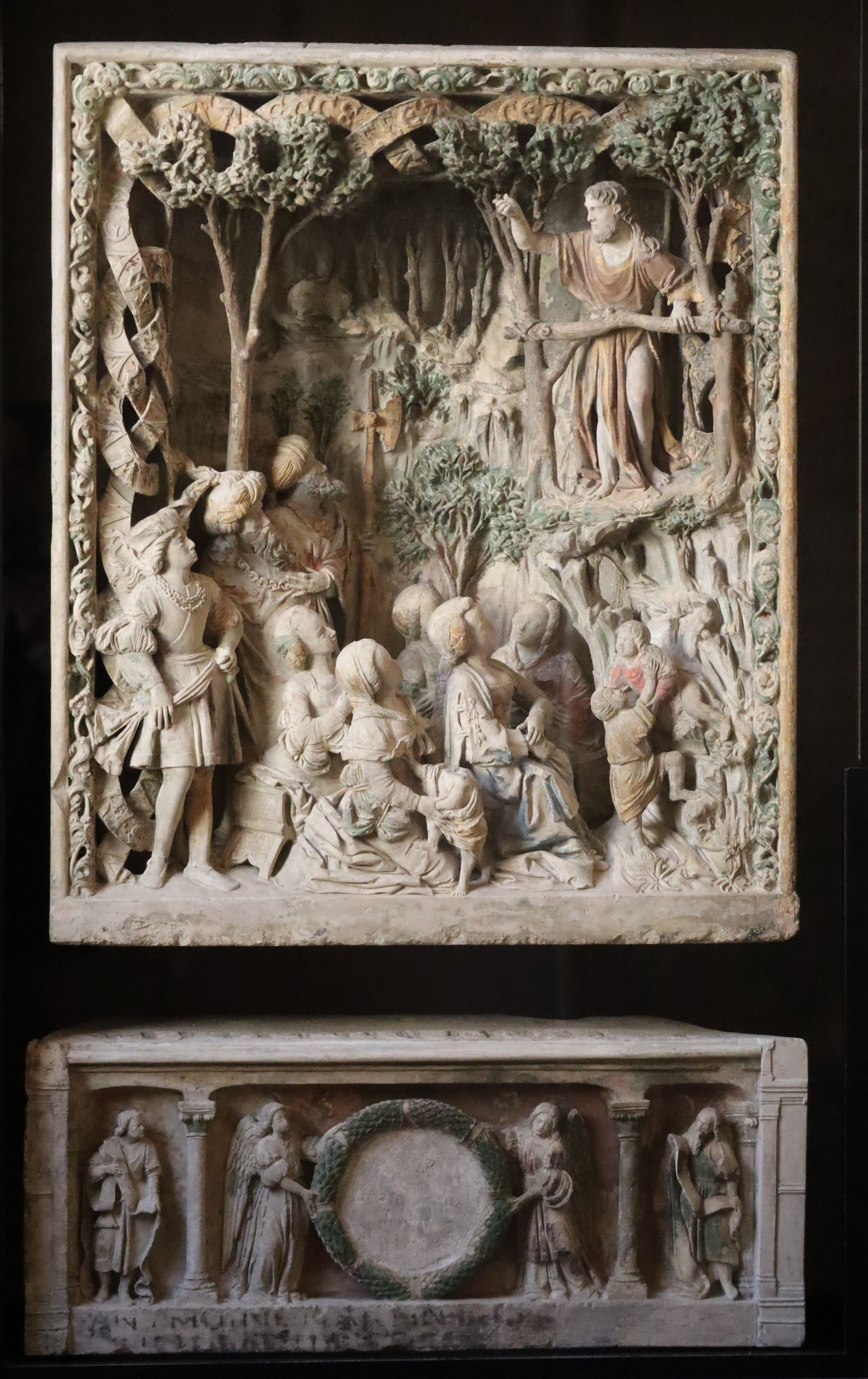
La Prédication de saint Jean-Baptiste
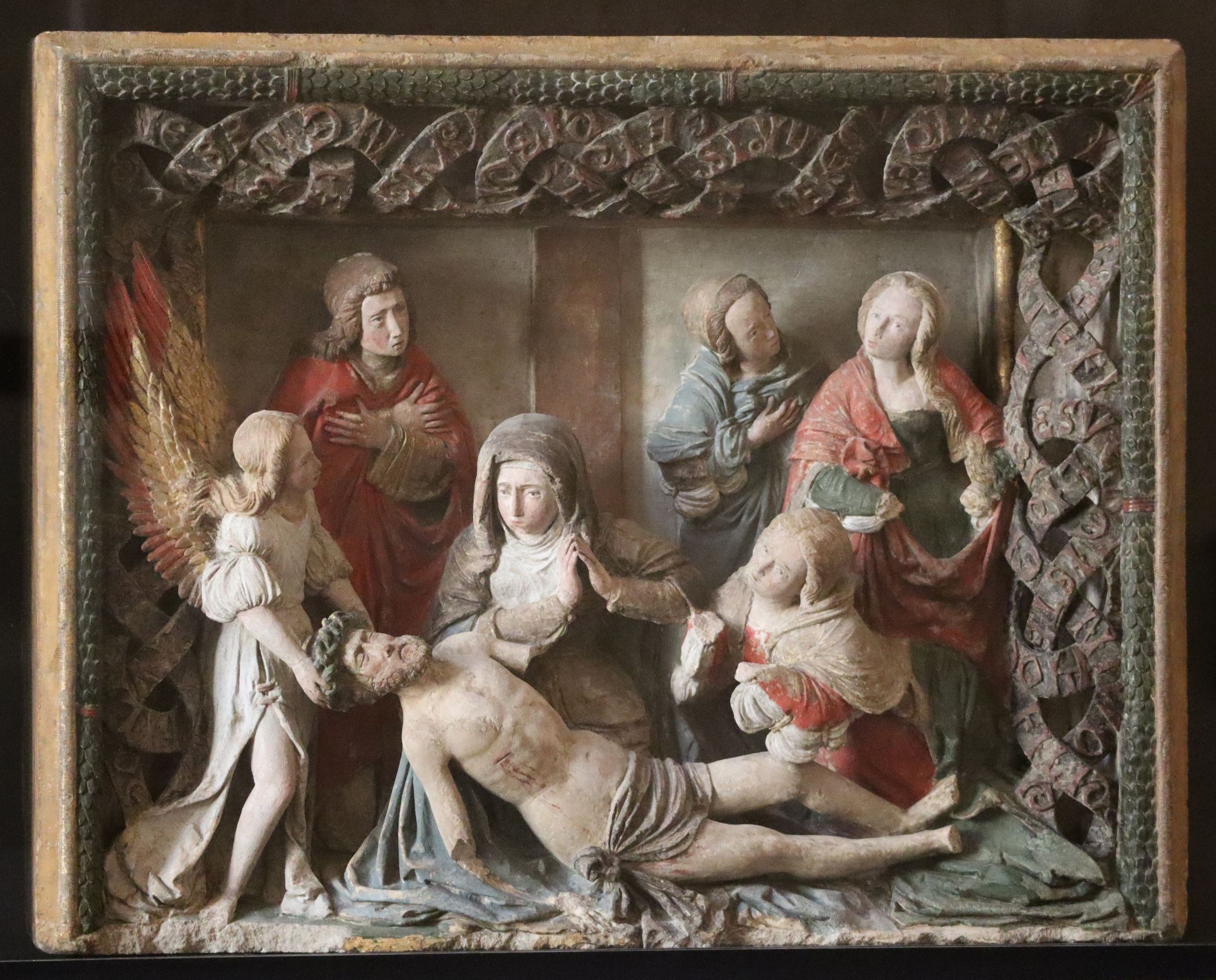
La Déploration
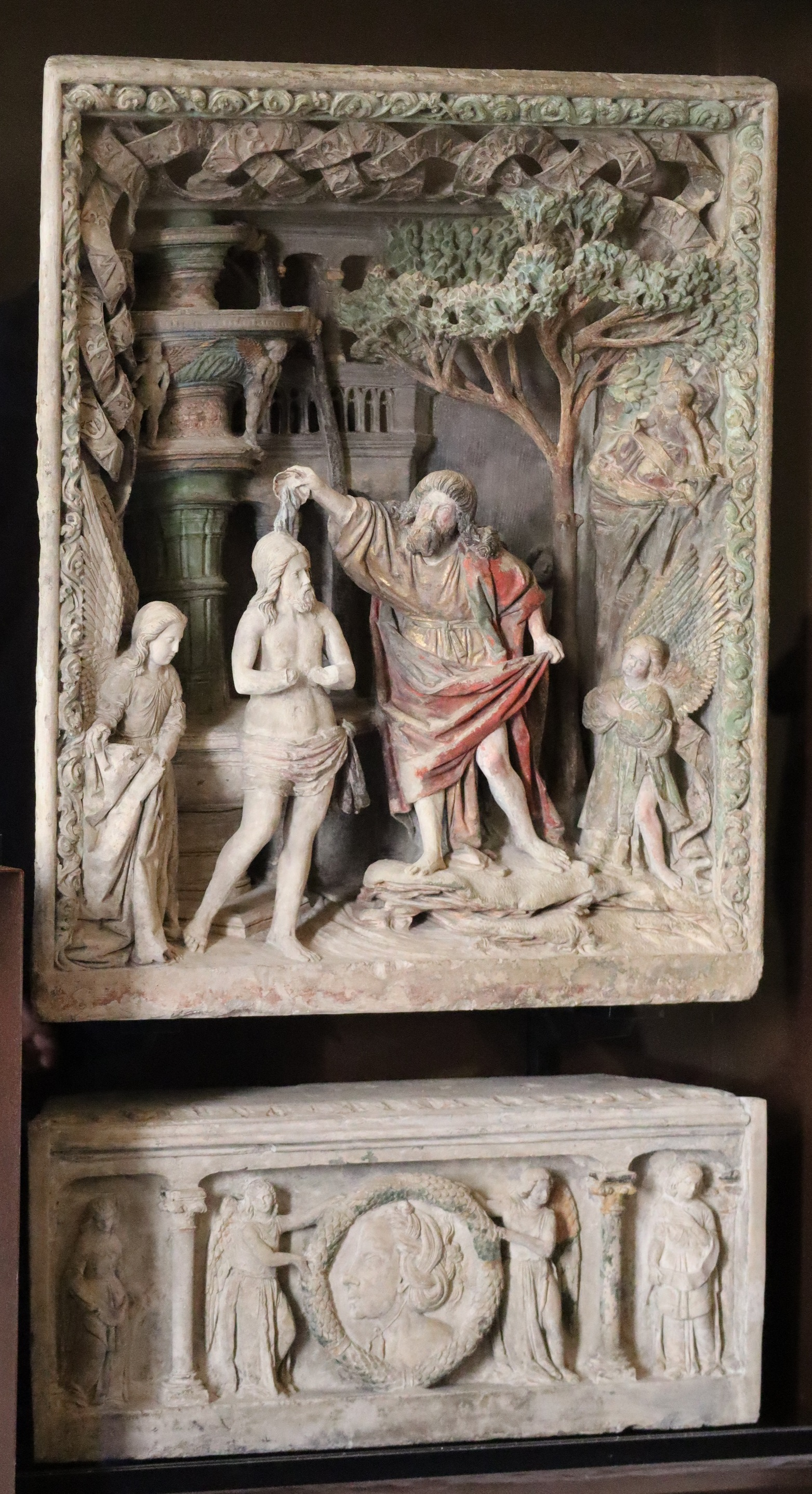
Le Baptême du Christ
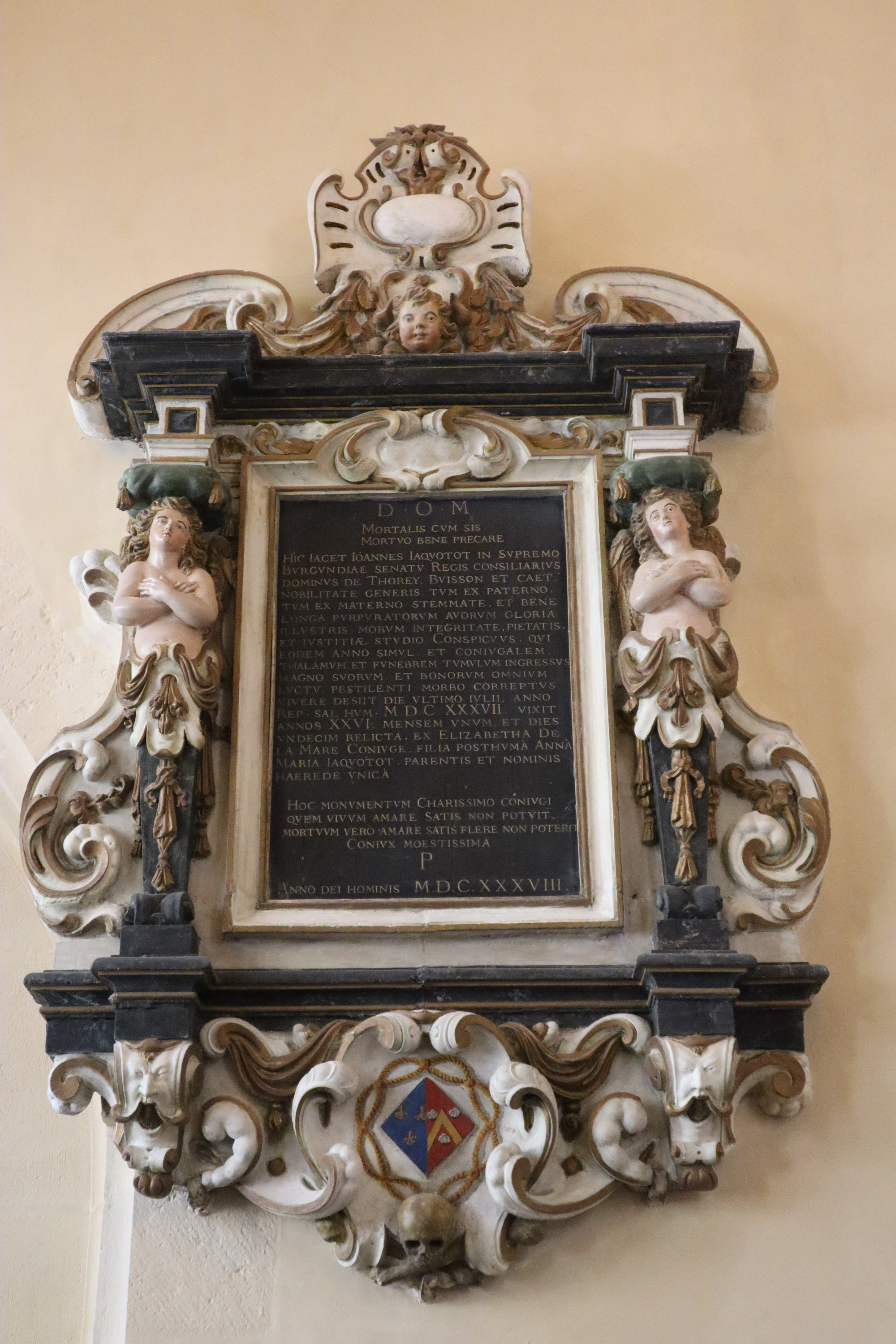
Cénotaphe de Jean Jacotot

#### Rénovation de 2020-2022
La rénovation de la chapelle en vue de sa réouverture au public dans le cadre de la Cité internationale de la gastronomie et du vin a permis de mieux connaitre ce bâtiment jusque là fermé au public, malgré le projet avant la Seconde guerre mondiale d'y établir un musée des hospices. 
Pendant 18 mois, la toiture en tuiles vernissées et naturelles (panachées à 80/20%) a été rénovée avec des teintes fidèles aux anciennes tuiles, dont 30% ont pu être récupérée. Le clocheton, couvert d'ardoise, a retrouvé la polychromie perdue de son épi de faîtage original, reproduit en fac-similé. Le coq en zinc le surplombant, datant de la rénovation du XIXe siècle, a été remplacé par sa copie exacte en cuivre, matériaux plus pérenne. 

Au cours de cette rénovation, le message d'un plâtrier travaillant à la rénovation de la chapelle en 1856 a été découvert. 

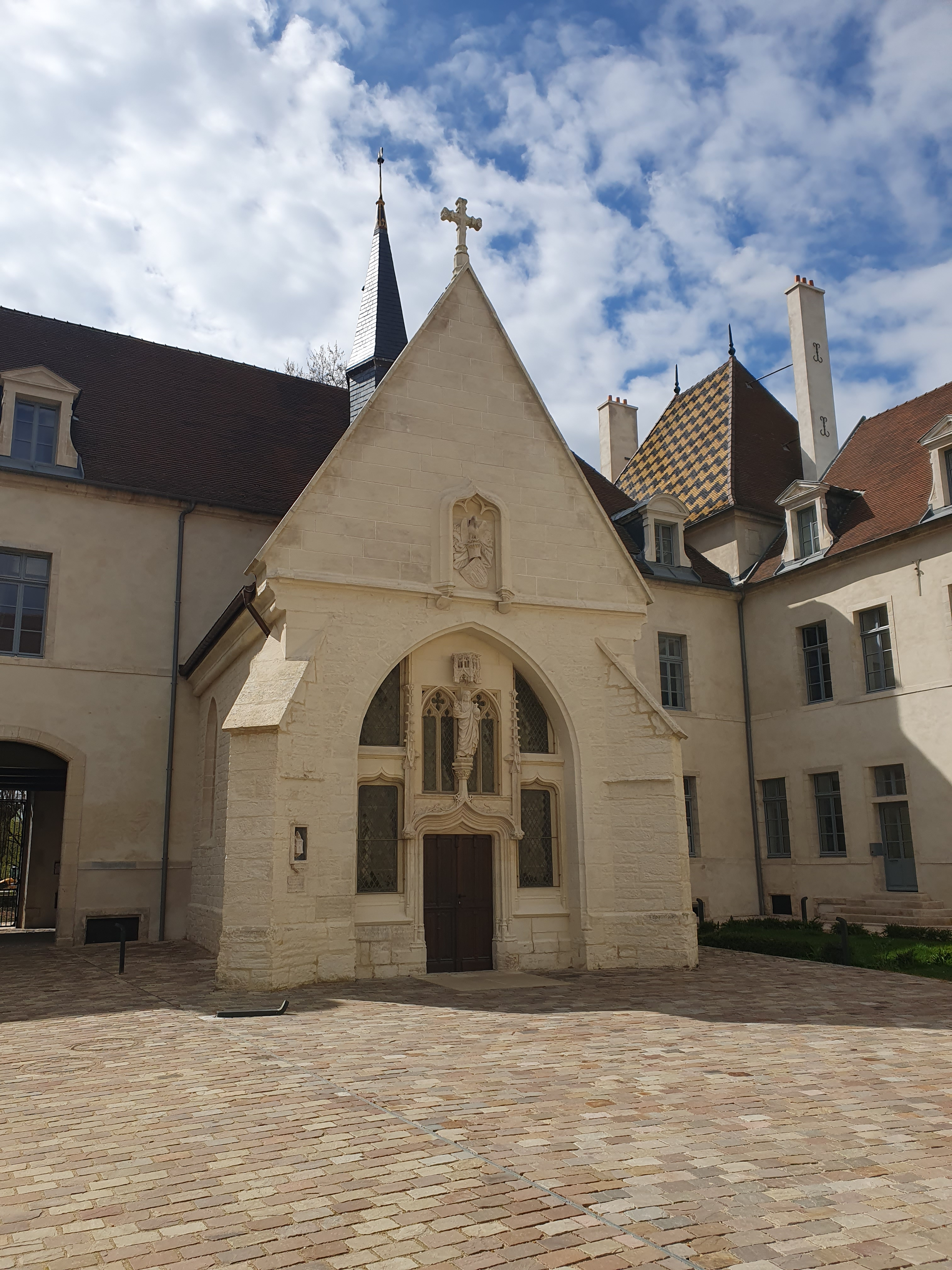
Vue en perspective de la chapelle.
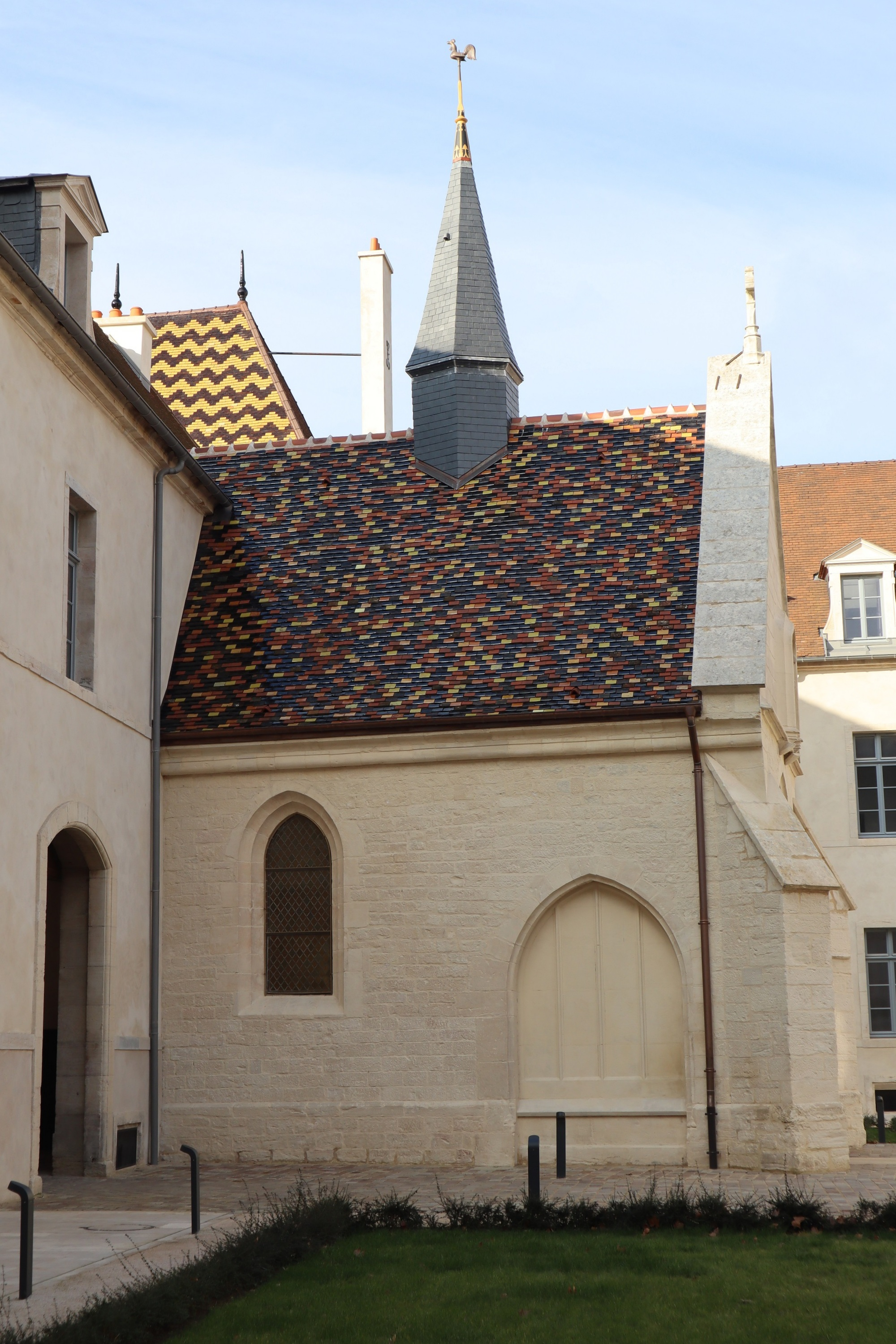
Vue latérale de la chapelle, de son toit en tuiles panachées et de son clocheton.

### La Grande chapelle
La grande chapelle de l'hôpital longitudinale de 90 m est construite entre 1504 et 1533. Elle fait alors office de salle d’accueil des malades. 
En 1670 l'architecte Martin de Noinville (élève de Mansart) élève la façade de la grande chapelle, en style classique, avec la statue d'une femme accompagnée d'enfants intitulée la charité au-dessus de la porte principale. En 1843 le tout est surmonté d'un campanile décoré de deux statues symbolisant la foi et l'espérance.

La chapelle est désacralisée le 20 mars 2015 au cours d'une messe d'exécration célébrée par l'archevêque de Dijon, Mgr Roland Minnerath. Elle est réaménagée en salle d'exposition sur les climats de Bourgogne au sein de la cité de la Gastronomie et renommée à ce titre en "Chapelle des Climats".

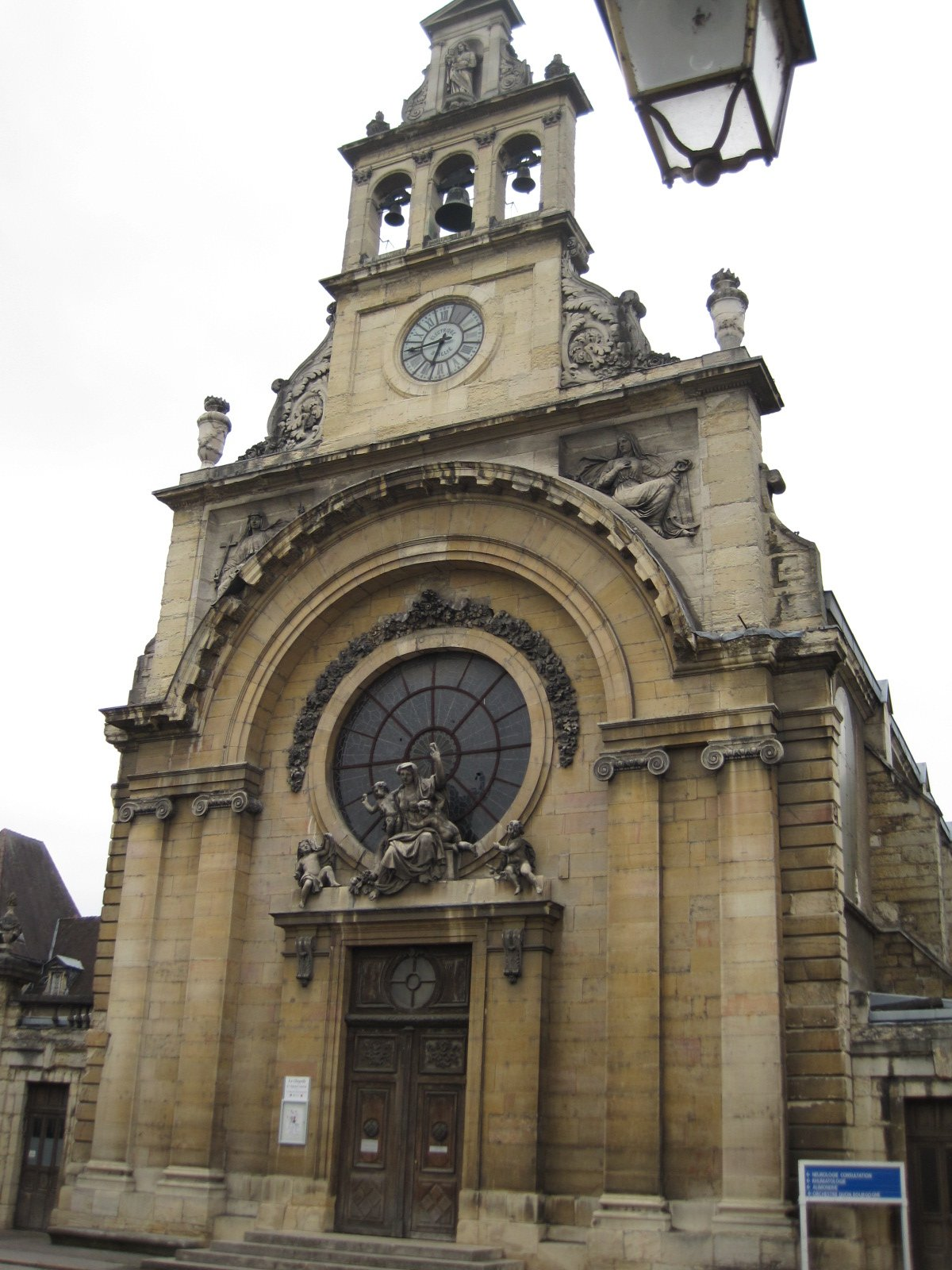
Avant rénovation
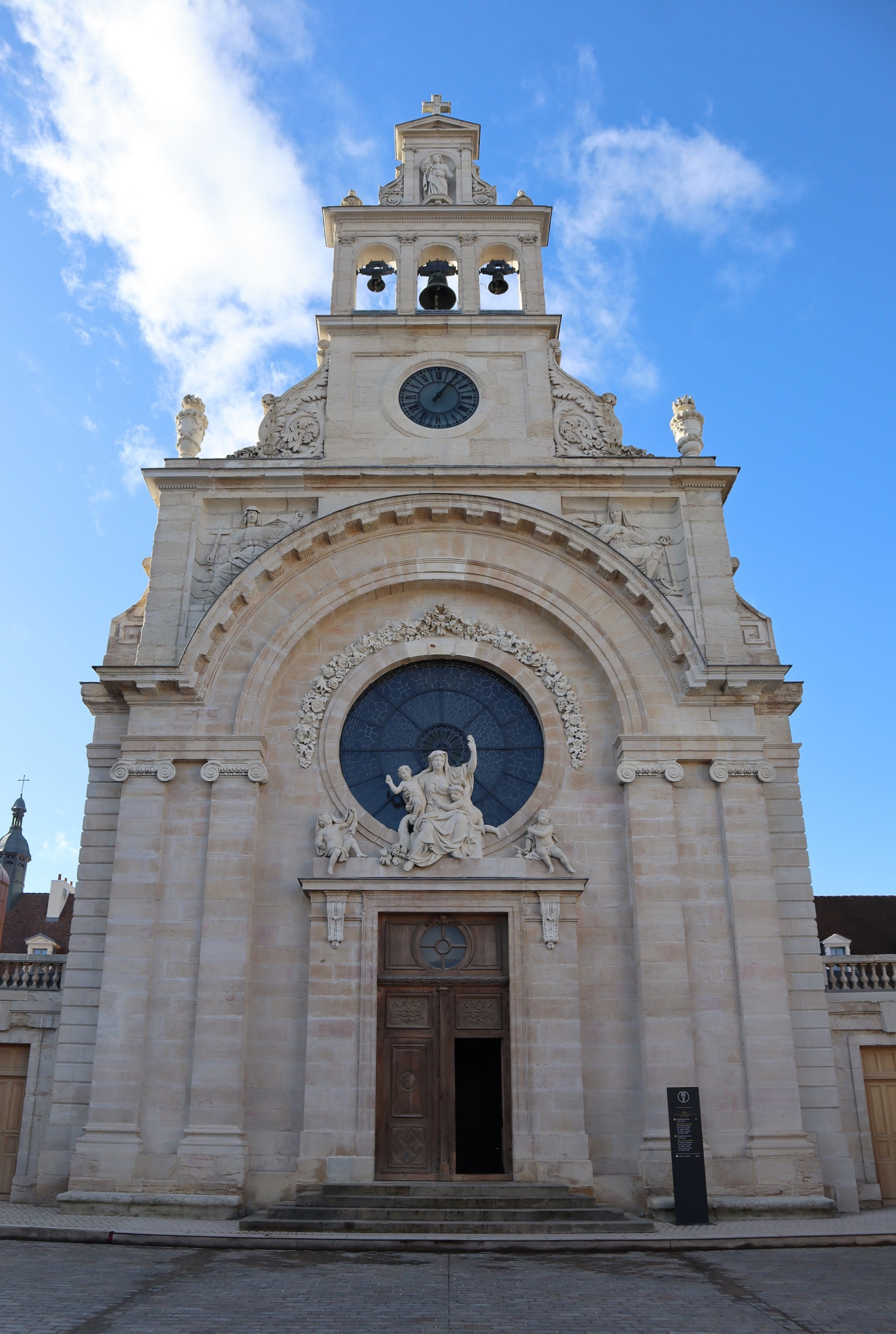
Après rénovation (2021)
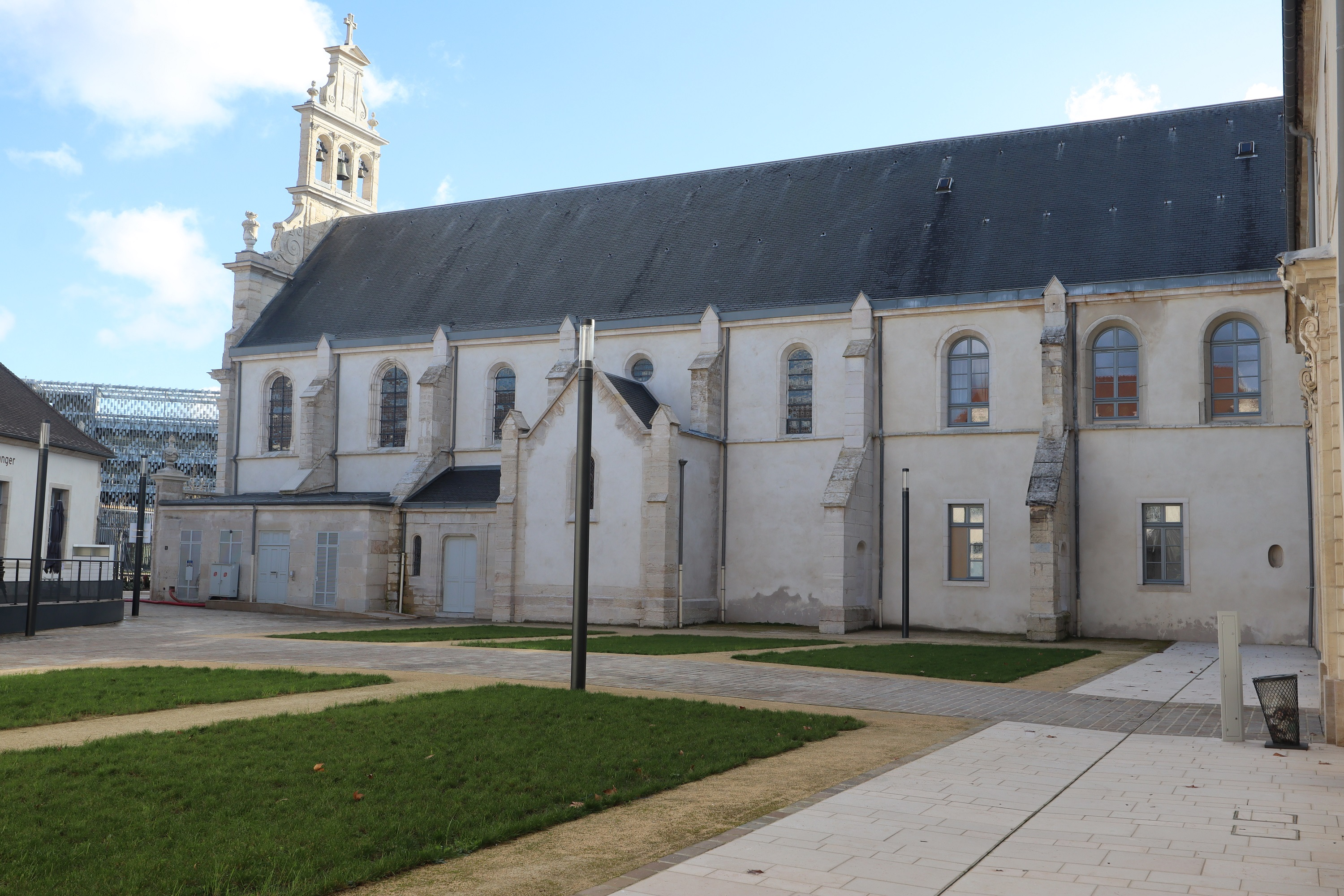
Flanc nord de la Chapelle
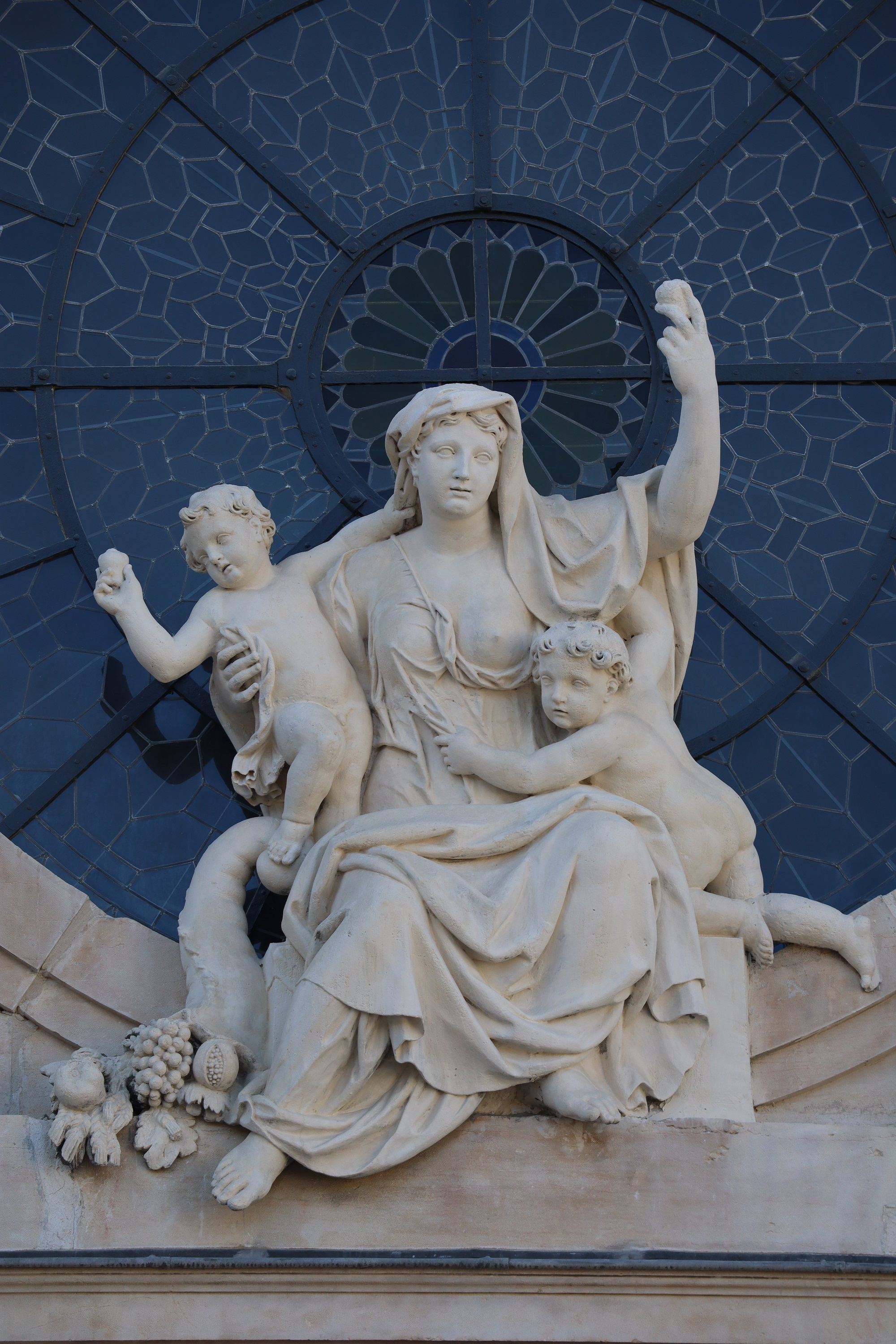
Détail de la façade - Groupe sculptural "La Charité"

### Réplique réduite du Puits de Moïse de la Chartreuse de Champmol
En 1508, une réplique réduite du Puits de Moïse de la Chartreuse de Champmol (nécropole des ducs de Bourgogne) est réalisée pour le cimetière de l'hôpital au bord de l'Ouche. Elle est alors située, comme la chapelle Sainte-Croix de Jérusalem, dans l'enceinte du cimetière de l'hôpital. Déplacée en 1703, elle est démontée en 1956 puis réinstallée à proximité de ce qui était alors l'école de médecine en 1968.

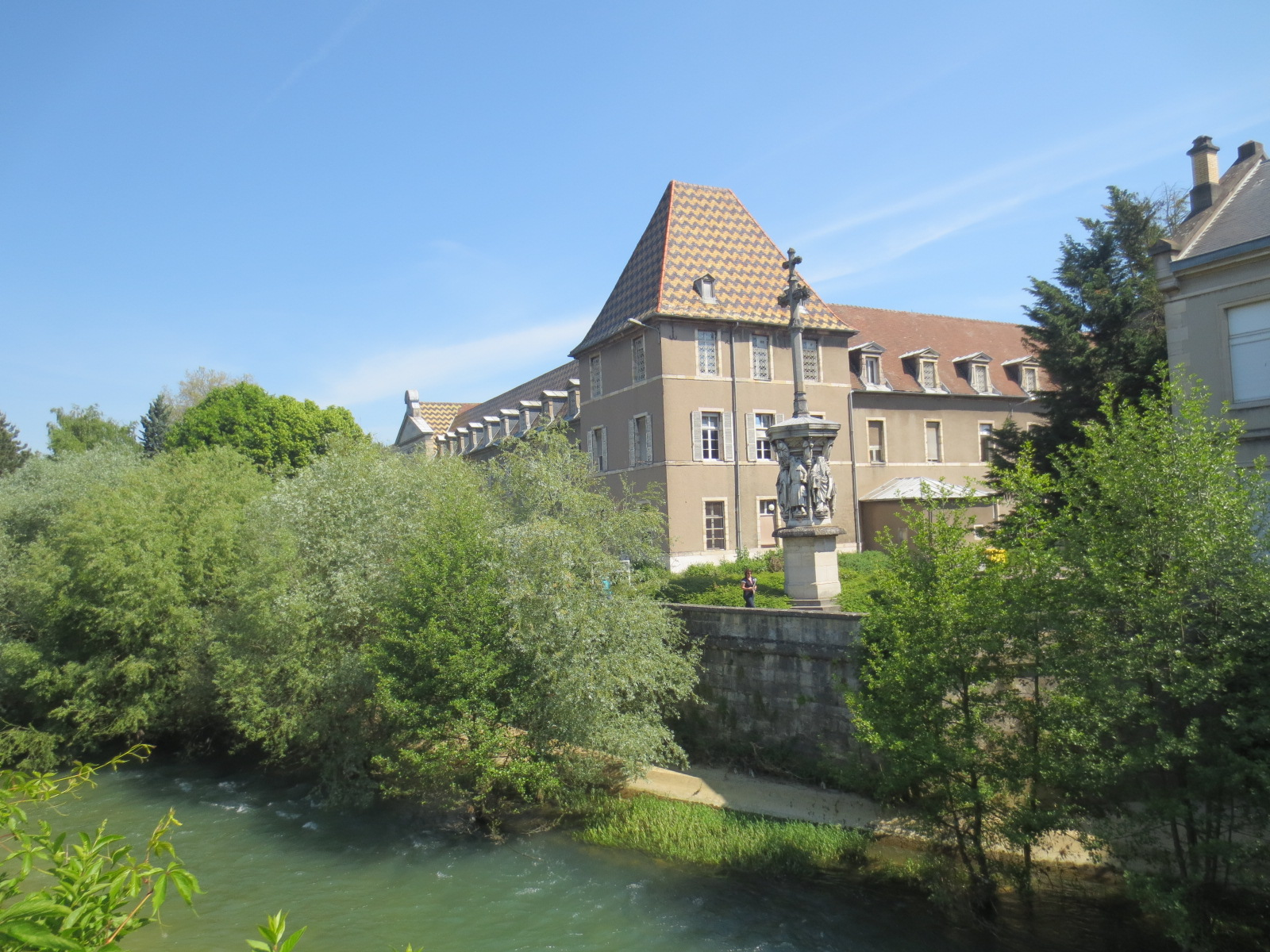
Hospices et réplique du Puits de Moïse, vus depuis l’Ouche.
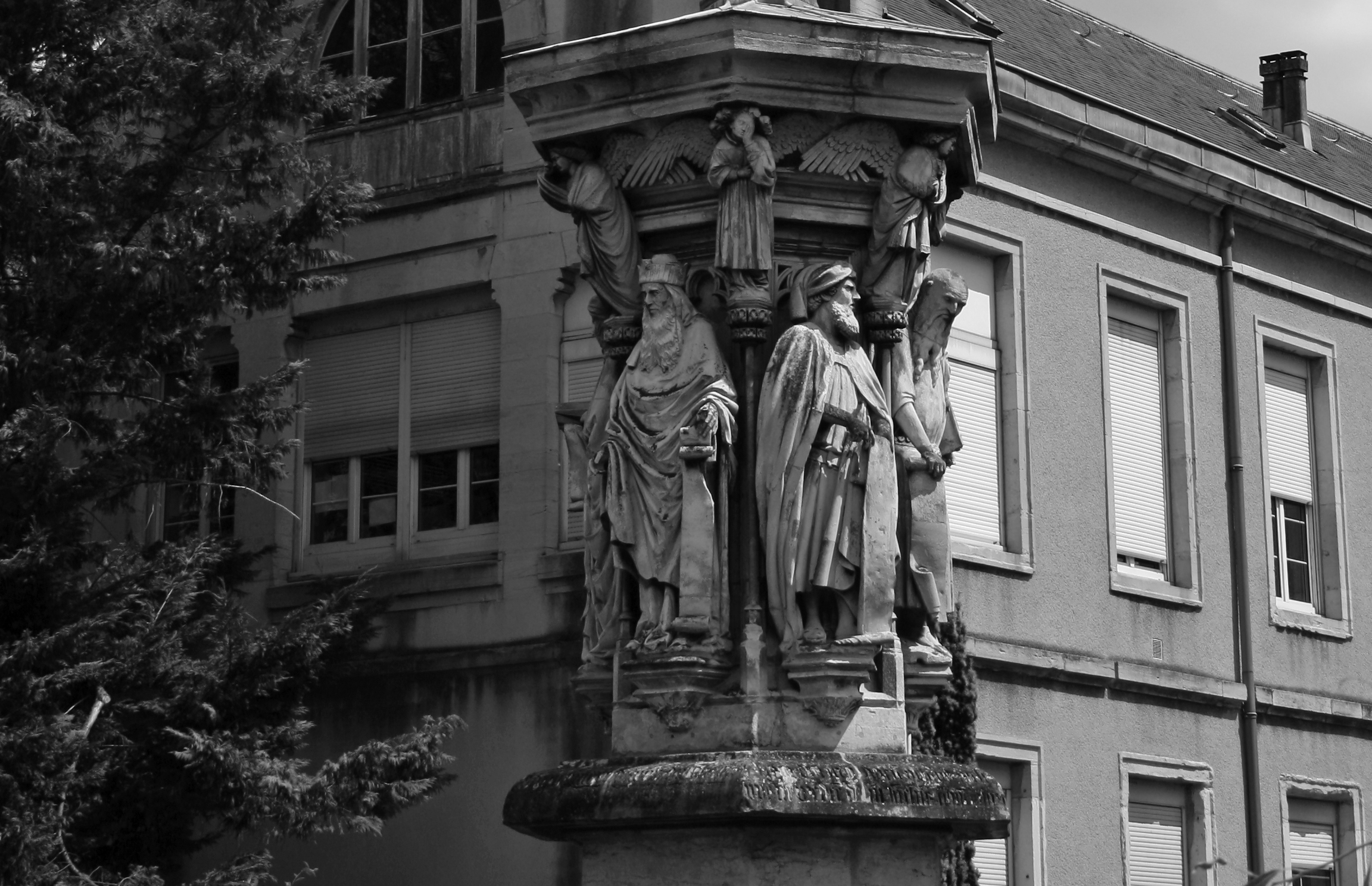
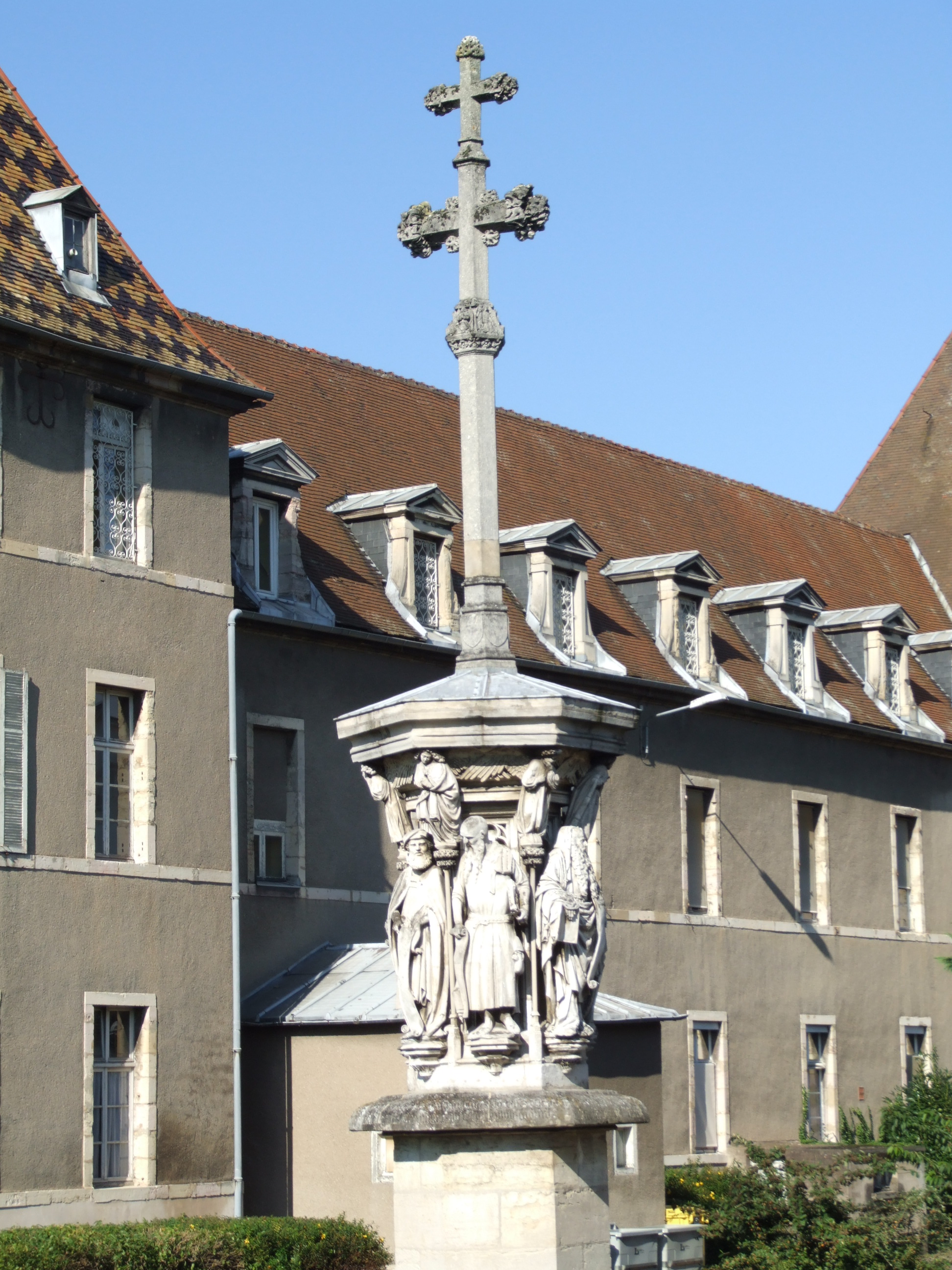
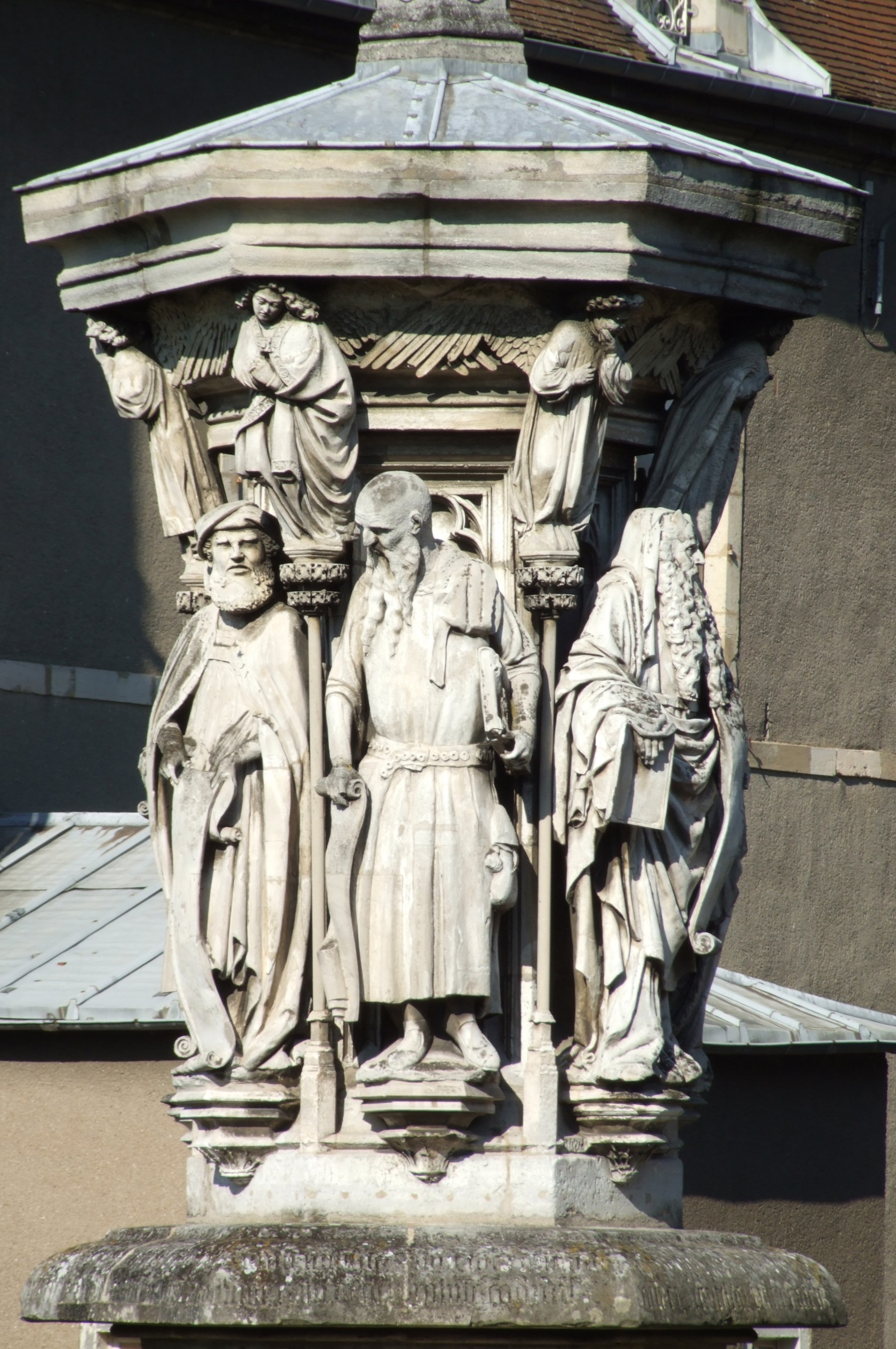
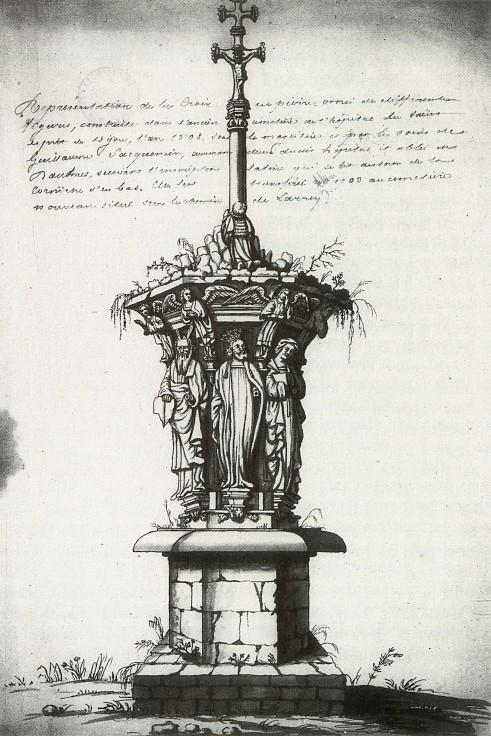

## L'apothicairerie

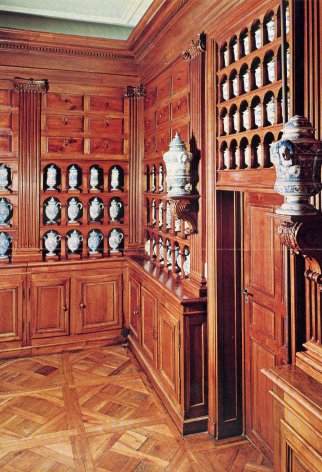
L'apothicairerie et ses pots de faïence.

Une apothicairerie hospitalière y est établie en 1644, celle qui nous est parvenue date cependant du début des années 1690. Son fonctionnement requiert les apothicaires de la ville de Dijon et non un personnel interne à l'hospice.  
Selon les archives, le 30 mars 1741, on demande à Piron apothicaire de remplacer les pots d'étain par des pots de faïence commandés au faïencier dijonnais François Sigault, rue Maison-Rouge pour un coût de 90 livres. Les peintres Pierre Guillaume Duboc (attesté maître faïencier en juillet 1751 Institut de l’information scientifique et technique, page 12/60), Nicolas Couplet et Charles Laborey ont œuvré à leur décoration, si bien que de nos jours, on peut admirer les objets classés à ce titre suivants : 46 pots de type chevrettes, 39 pots canon, auxquels s'ajoutent quatre grands vases, dont deux fontaines, décor d'influence Nevers voire Rouen. 
Démontée au printemps 2015, elle est réinstallée dans le parcours d'exposition du 1204 - Centre d’interprétation de l’architecture et du patrimoine (Ciap) au sein de la Cité internationale de la gastronomie et du vin. 

## Domaine viticole

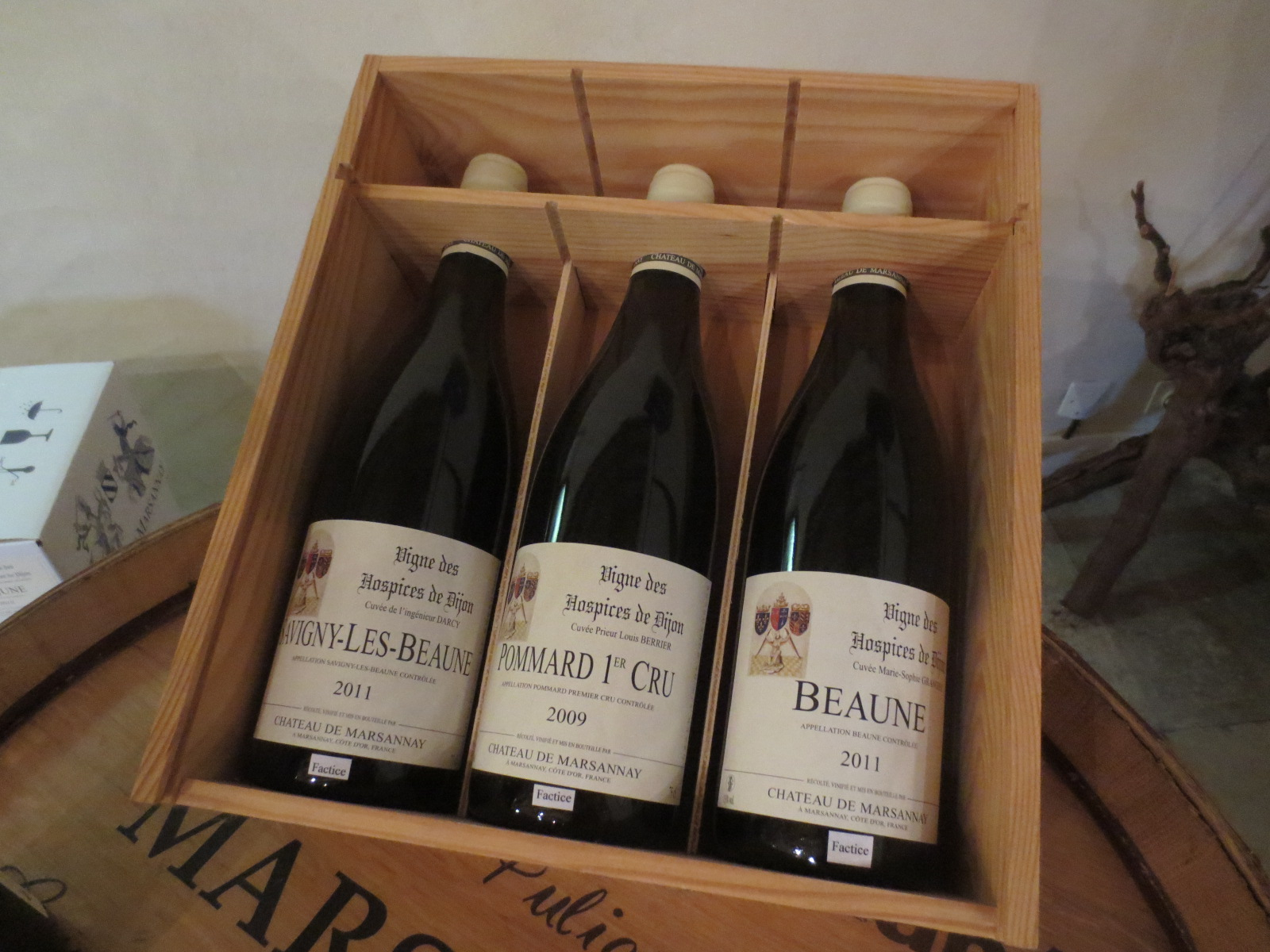
Vins de Bourgogne, gérés en fermage par le Château de Marsannay.

L'institution reçoit au cours de ses huit siècles d’existence des dons et legs qui lui ont permis de constituer un important domaine viticole (à l'image des célèbres Hospices de Beaune et des Hospices de Nuits-Saint-Georges). Le CHU possède ainsi aujourd'hui plus de 23 hectares de vignes, dont 7 ha sont exploités par le Château de Marsannay, répartis sur les vignobles de la côte de Nuits et de la côte de Beaune du vignoble de Bourgogne, sur les communes d'Aloxe-Corton, Beaune, Pernand-Vergelesses, Pommard, Puligny-Montrachet, Savigny-lès-Beaune...

## Protection
L'ancien hospice bénéficie de multiples protections au titre des monuments historiques : un classement en 1908 pour la chapelle Sainte-Croix, une inscription en 1930 pour la façade de la chapelle, une inscription en 1937 pour la statue de la Vierge à l'Enfant, la statue de religieux en pierre, la statue du diacre en pierre, la copie ancienne du Puits de Moïse, et une inscription en 2007 pour divers éléments des bâtiments et structures (dont l'apothicairerie en totalité).

## Cinéma
Plusieurs scènes du début du film "Le Repos du guerrier", avec Brigitte Bardot, ont été tournées à Dijon, dont une à l'intérieur de l'hôpital et une à l'extérieur.